# تماگامی
تماگامی (به انگلیسی: Temagami) یک منطقهٔ مسکونی در کانادا است که در بخش نیپیسینگ واقع شده‌است. تماگامی ۱٬۹۰۵٫۹۲ کیلومتر مربع مساحت و ۸۰۲ نفر جمعیت دارد.